# Цвіткове (Пологівський район)
Цвітко́ве — село в Україні, в Пологівському районі Запорізької області. Населення становить 92 особи. До 2017 орган місцевого самоврядування — Воздвижівська сільська рада.

## Географія
Село Цвіткове розташоване на відстані 1,5 км від сіл Криничне та Верхня Терса. У селі бере початок балка Скотовате. Поруч проходить залізниця, станція Гуляйполе за 6 км.

## Історія
7 (20) листопада 1917 року, відповідно до Третього Універсалу Української Центральної Ради, увійшло до складу Української Народної Республіки.
19 липня 2020 року, в результаті адміністративно-територіальної реформи та ліквідації Гуляйпільського району, село увійшло до складу новоутвореного Пологівського району.

## Населення
Згідно з переписом УРСР 1989 року чисельність наявного населення села становила 108 осіб, з яких 52 чоловіки та 56 жінок.
За переписом населення України 2001 року в селі мешкало 89 осіб.

### Мова
Розподіл населення за рідною мовою за даними перепису 2001 року:
| Мова       | Відсоток |
| ---------- | -------- |
| українська | 92,39 %  |
| російська  | 4,35 %   |
| болгарська | 1,09 %   |
| молдовська | 1,09 %   |
| інші       | 1,08 %   |